# Béziers
Béziers (okcitansko Bésiers) je mesto in občina v južni francoski regiji Oksitanija, podprefektura departmaja Hérault. Leta 2017 je mesto imelo 77.177 prebivalcev.
Béziers je vsako leto v mesecu avgustu prizorišče festivala Feria du Béziers s poudarkom na bikoborbah. Ta petdnevni dogodek privabi milijon obiskovalcev. Béziers je tudi član mreže najstarejših evropskih mest.

## Zgodovina
Béziers je eno najstarejših mest v Franciji. Raziskave, objavljene marca 2013, kažejo, da Béziers izvira iz leta 575 pr. n. št., in je starejši od mesta Agde (grško Agathe Tyche, ustanovljen leta 525 pr. n. št.) in nekoliko mlajši od Marseilla (grško Massalia, ustanovljena leta 600 pr. n. št.) 
Mesto je zasedeno že od neolitika, pred prihodom Keltov. Rimsko mesto Betarra je bilo ob cesti, ki je povezovala Provanso z Iberijo. Rimljani so mesto odkrili kot novo kolonijo za veterane v letih 36–35 pred našim štetjem in ga imenovali Colonia Julia Baeterrae Septimanorum. Kamni iz rimskega amfiteatra so bili v 3. stoletju uporabljeni za gradnjo mestnega obzidja.
V Rim so izvažali belo vino. Dolia, odkrita ob izkopavanjih blizu Rima, je označena z Jaz sem vino iz Baeterrae in sem stara pet let. Mavri so jo zasedli mesto med letoma 720 in 752.
Od 10. do 12. stoletja je bil Béziers središče vikontstva Béziers. Vikonti so vladali večini obalne ravnice okoli Béziersa, vključno z mestom Agde. Nadzirali so tudi glavno pot vzhod-zahod skozi Languedoc, ki približno sledi stari rimski cesti Via Domitia, z dvema ključnima mostovoma čez reko Orb pri Béziersu in čez Hérault pri Saint-Thibéryju.
Po smrti vikonta Viljema okoli leta 990 je vikontstvo prešlo na njegovo hčer Garsendis in njenega moža, grofa Rajmonda-Rogerja iz Carcassonna (umrl okoli 1012). Nato sta vladala njun sin Peter-Rajmond (umrl okoli 1060) in njegov sin Roger (umrl 1067), oba pa sta bila tudi grofa Carcassonna.
Roger je umrl brez potomcev in Béziers je prešel k sestri Ermengard in njenemu možu Rajmondu-Bertrandu Trencavelu. Trencaveli so vladali naslednjih 142 let, vse do albižanske križarske vojne, ki jo je sprožil papež Inocenc III..

### Masaker v Béziersu
Béziers je bil oporišče katarov v Languedocu, ki jih je katoliška cerkev obsodila herezije in ki so jih katoliške sile iztrebile v albižanski križarski vojni.
Béziers je bil prvi napaden. Križarji so mesto dosegli 21. julija 1209. Katoličani so dobili ultimat, da izročijo krivoverce ali odidejo, preden bi križarji oblegali mesto, in da »ne bi delili svoje usode in propadli z njimi«. [9] Ponudbo so zavrnili, še več, katarom so ponudili zatočišče. Mesto so naslednji dan oblegali, ga zasedli in v krvavem pokolu niso prizanesli nikomur, niti katoliškim duhovnikom, niti tisti, ki so se zatekli v cerkve.
Eden od poveljnikov križarske vojske je bil papeški legat Arnaud-Amaury (ali Arnald Amalaricus, opat Citeauxa). Na vprašanje križarja, kako naj ločijo katoličane od katarov, ko so zavzeli mesto, je opat menda odgovoril: Caedite eos. Novit enim Dominus qui sunt eius (Vse jih pobijte, ker Gospod ve, kateri so njegovi) . (Ta citirani stavek je prišel od Cezarja Heisterbacha skupaj z zgodbo o krivovercih, ki so prepisovali kopijo evangelijev in jo vrgli z mestnega obzidja. [10]) Amalrikova različica obleganja, opisana v njegovem pismu papežu Inocencu III. avgusta 1209 (stol. 139), pravi:
Medtem ko so še vedno potekale razprave z baroni o izpustitvi ljudi v mestu, za katere velja, da so katoličani, so hlapci in druge osebe nizkega ranga napadli mesto, ne da bi čakali na ukaz svojih voditeljev. Na naše začudenje, ko so vpili na orožje, v orožje!, so v roku dveh ali treh ur prečkali jarke in obzidje in Béziers zavzeli. Naši moški niso nikomur prizanesli, ne glede na rang, spol ali starost in pobili skoraj 20.000 ljudi. Po tem velikem pokolu je bilo celo mesto opustošeno in požgano ... 
Okupatorji so požgali stolnico svetega Nazaira, ki je ubila tiste, ki so se zatekli v notranjost. Mesto je bilo oropano in požgano. Po nekaterih navedbah nihče ni ostal živ - po drugih je bila peščica preživelih. (Na plošči nasproti stolnice je zapis Dan mesarjev, ki so ga izdelali severni baroni.

### Pozni srednji vek
Kljub pokolu je bilo mesto ponovno naseljeno. Nekaj delov romanske stolnice sv. Nazarija je preživelo poškodovanje, popravila pa so se začela leta 1215. Obnova, kot tudi preostanek mesta, se je nadaljevala do 15. stoletja.
Béziers je leta 1247 postal del kraljeve domene.
Vladavina mesta je bila dolgo razdeljena med tri moči: škofijo, ki je dosegla svoj apogej v 16. in 17. stoletju, ko jo je imela družina Bonsi, zavezništvo z Medičejci; konzuli, lokalnimi magistri, ustanovljeni konec 12. stoletja; in končno kralj, ki ga je zastopal viguier za pravosodne zadeve, od 17. stoletja naprej pa intendant.
Béziers v stoletni vojni ni bil poškodovan.
8. septembra 1381 je na sedežu občinskega sveta izbruhnil nemir, v nemirih so zažgali mestno hišo. Svetniki so se poskušali zateči v stolp, toda tam ogenj se je razširil tudi tja in vsi so umrli bodisi zaradi  ognja bodisi skoka s stolpa na trg.

### Zgodnja sodobnost
Kralj Karel IX. Francoski se je med turnejo po Franciji (1564–1566) odpravil skozi mesto v spremstvu dvora in velikih mož kraljevine: brata vojvoda Anjou, Henrika Navarrskega ter kardinalov Karla I. Bourbona in Karla Lorenskega.
Leta 1551 je Béziers postal sedež senešala in bil odstranjen iz pristojnosti senešala iz Carcassonna.
Mesto je služilo kot oporišče med različnimi vojnami sodobnega obdobja, zlasti tistim proti Habsburžanom. Nekoč je bilo neposredno ogroženo. Med špansko nasledstveno vojno so Angleži leta 1710 pristali v kraju Sète in se premaknili na nekaj kilometrov od Béziersa, preden jih je vojvoda Roquelaure odbil. Béziers je bil v središču Montmorencyjeve revolucije leta 1632. Na začetku upora so se v Béziersu srečali Gaston d'Orléans in Henrik II. de Montmorency, guverner province Languedoc. Tej je tudi kralj z Bezierskim ediktom (oktober 1632) ukinil privilegije province. (Obnovljeni so bili leta 1649.)
V 18. stoletju je Béziers uspeval predvsem zaradi gojenja trte, ki je omogočila, da je postal pomembno središče za trgovanje z alkoholom.

### Francoska revolucija
Med francosko revolucijo so se državljani Béziersa srečali v revolucionarni družbi, ustanovljeni maja 1790 in je štela do 400 članov. Imela je več zaporednih imen: najprej Književni in domoljubni kabinet, ime, ki še vedno izhaja iz družbenega življenja Ancien Régime; potem je postalo Društvo prijateljev ustave in svobode. Kasneje se je pridružila klubu Jacobincev, zato se je organizacija Béziers preimenovala v Družbo jakobincev; potem je odprava francoske monarhije povzročila dve nadaljnji spremembi imena: Društvo bratov in prijateljev republike in nato Prenovljeno društvo Jakobincev, prijatelji republike.
Od leta 1790 do 1800 je bil Béziers glavno mesto okrožja Béziers. Mesto ni sodelovalo v žirondinskem ('zveznem') gibanju.

### Napoleon III.
V represiji po državnem udaru Ludvika Napoléona leta 1851 so čete v Béziersu streljale in ubile republikanske protestnike. Druge so obsodili na smrt ali jih prepeljali v Gvajano, vključno z nekdanjim županom, ki je umrl na morju pri poskusu pobega. V Place de la Révolution se tega dogodka spominja plošča in spomenik, delo  Jeana Antoina Injalberta, rojenega v Béziersu. (Injalbert je zasnoval tudi Fontaine du Titan v parku Plâteau des Poètes v Béziersu in spomenik Molièra v bližnjem Pézenasu).

### Upor vinogradnikov Languedoca v Béziersu
Medtem ko so se drugod po Franciji območja, zasajena z vinsko trto, zmanjševala, so se v departmajih Aude, Gard, Hérault in Pyrenees-Orientales povečala. Ta so skupaj zagotovila približno 40 % francoske proizvodnje vina. Haut Languedoc, še posebej Biterroi in Béziers, sta se razglasili za svetovno prestolnico vina in hitro rastla. Veliki posestniki zemlje, ki so prihajali iz industrije, financ ali svobodnih poklicev, so si pridobili ogromno vinogradov.
Naraščala je tudi vse večja tuja konkurenca, na trgu se je pojavljalo tihotapljenje vina. Goljufi so ostali nekaznovani. Leta 1892 so vinogradniki juga zahtevali »obnovo in izvrševanje carin«. Toda trg so delno zadrževala vina iz uvoženega suhega grozdja (na primer grozdje iz Korinta) in vina, imenovana »mokra« (ponarejena z vodo). Čeprav so vinogradniki tej nelojalni konkurenci pripisovali velik pomen, v resnici ni predstavljala več kot 5 % trga.
12. maja 1907 se je v Béziersu zbralo nič manj kot 150.000 protestnikov, katerih cilj je bil »Obramba južnega vinogradništva«. Množica se je razlila v Paul-Riquet in Champ-de-Mars. Slogani na transparentih so razglašali: »Zmaga ali smrt! Dovolj je bilo govora, prišel je čas za ukrepanje! Smrt prevarantom! Kruh ali smrt! Živite od dela ali umirajte boj.«
Demonstrantom, ki so prišli iz več kot 200 občin, so se pridružili številni zaposleni in trgovci Biterroisa. Dogodek se je zaključil z govorom na Place de la Citadelle (danes Place Jean-Jaurès). med govorniki so bili tudi Marcelin Albert, ki je vladi izdal ultimat in zahteval povišanje cene vina, Ernest Ferroul, ki se je zavzemal za zavrnitev davka in Béziersov župan Émile Suchon (blizu Clemenceauja), ki je zavzel stališče v podporo vinogradnikom. Med razbitjem demonstrantov je bilo nekaj manjših incidentov.
16. maja je občinski svet mesta Béziers odstopil. Pritisk ulice se je nadaljeval. Zažgali so policijsko postajo in fasado mestne hiše. Georges Clemenceau se je odločil za protinapad. 17. polk linijske pehote, sestavljen iz rezervistov in nabornikov, je bil 18. junija 1907 iz Bezierja premeščen v Agde.
20. junija zvečer, ko so izvedeli za streljanje iz Narbonna, je okoli 500 vojakov 6. čete 17. polka vstalo, oropalo orožje in se odpravilo proti Béziersu. Ponoči so prevozili približno dvajset kilometrov. 21. junija zgodaj zjutraj so prispeli v mesto. Biterroji so jih toplo sprejeli, »bratilo so  se z demonstranti in mirno nasprotovali oboroženim silam«. Vojaki so se usedli na Allées Paul Riquet, prebivalstvo jim je ponudilo vino in hrano.
Jug je bil na robu upora. Protestniki so v Paulhanu zavzeli železnico, ustavili vojaški konvoj, ki so ga poslali, da bi uničil upornike. V Lodèveu so podžupana vzeli za talca. Vojaške oblasti niso bile pripravljene sprejeti tega upora.
V Parizu je republika drhtela, saj se je moral Clemenceau soočiti z glasovanjem o nezaupnici. Vendar je preživel tako, da je vojaškemu poveljstvu omogočil, da se nemudoma pogaja z uporniki. Popoldne, ko so dobili jamstvo, da jim ne bodo naložene nobene sankcije, so vojaki odložili orožje in odšli na postajo. 22. junija so se z vlakom vrnili v svoje vojašnice. Clemenceau je napovedal konec upora in s 327 glasovi za in 223 dobil parlamentarno glasovanje o zaupnici.
23. junija je bil dokončno sprejet zakon, ki je zatrl množično kaptalizacija vin. Kaptalizacija je postopek dodajanja sladkorja v nefermentiran grozdni mošt, da se po fermentaciji poveča vsebnost alkohola. Tehnika je dobila ime po svojem razvijalcu, francoskem kemiku Jean-Antoine-Claude Chaptalu.

## Geografija
Mesto leži na majhnem pomolu na reko Orb v zgodovinski provinci Languedoc 10 km stran od sredozemske obale. Na tem delu reko Orb z akvaduktom premosti vodni prekop Canal du Midi. Je zadnja utrdba Centralnega masiva v ravnici Bas-Languedoca, enem največjih vinogradniških območij na svetu.
S površino 9.548 hektarjev je Béziers največja občina v departmaju Hérault. Manj kot polovica občinskih površin je urbaniziranih, preostali del ozemlja pa predstavljajo zelene površine, zaščitena naravna območja in kmetijska območja (približno 2000 hektarjev), zasajena v glavnem z vinsko trto.
Z vidika urbanističnega načrtovanja se Béziers zaradi poplavnega značaja zahodnega brega reke Orb razvija na visoki planoti s pogledom na Orb proti vzhodu.
Béziers ima mediteransko podnebje (Csa). Poletja so vroča in zelo suha, zime pa blage s pomembno osončenostjo. Béziers je pod vplivom dveh glavnih vetrov: tramontana, ki prihaja s severozahoda, je hladen in suh veter, ki piha v obliki močnih sunkov in čisti nebo; mornar je veter z jugovzhoda, blag, vroč in vlažen in prinaša težko nebo, dež ali nevihte. Jeseni lahko povzroči tudi značilno močno deževje, nevihtno ali ne in redno povzroča poplave Orba. Béziers letno dobi več kot 2500 ur, zlasti zahvaljujoč tramontani, ki odganja oblake.

## Uprava
Béziers je bil do marca 2015 sedež štirih kantonov: Kanton Béziers-1, Kanton Béziers-2, Kanton Béziers-3 in Kanton Béziers-4.
Od marca 2015 dalje pa ima samo 3 kantone:
- Novi kanton Béziers-1 sestavlja pet občin (Lespignan, Nissan-lez-Enserune, Sérignan, Valras-Plage, Vendres) in kantonalni del občine Béziers; leta 2017 je imel 40.302  prebivalcev.
- Novi kanton Béziers-2 sestavljajo naslednje tri občine: Béziers (del), Corneilhan, Lignan-sur-Orb; leta 2017 je imel 42.820 prebivalcev.
- Novi kanton Béziers-3 sestavlja del Béziersa in naslednjih osem občin: Bassan, Boujan-sur-Libron, Cers, Espondeilhan, Lieuran-lès-Béziers, Sauvian, Servian in Villeneuve-lès-Béziers; leta 2017 je imel 45.073 prebivalcev.

Mesto je prav tako sedež okrožja. Zaradi reorganizacije francoskih kantonov, ki je začela veljati leta 2015, meje kantonov niso več povezane z mejami okrožij. 

## Zanimivosti
- Stolnica sv. Nazarija stoji na v visokem delu mesta, zaseda slikovito mesto, vidno od daleč, ko se na poti iz Narbonna približuje Béziersu. Odličen primer srednje gotske arhitekture iz 14. stoletja, obokana ladja, široka 14 m, doseže višino 32 m. Skupna dolžina je 50 m. Okno zahodne rozete ima premer 10 m.
- Plateau des Poètes (1867): velik angleški  park sta oblikovala krajinska umetnika, brata Bulher. Vsebuje številne kipe pesnikov in monumentalen Titanov vodnjak, delo Injalberta. Park povezuje postajo z allées Paul Riquet, kjer velik bronasti kip Davida d'Angersa slavi graditelja  Canal du Midi Pierre-Paula Riqueta. Isti kipar je ustvaril reliefe, ki krasijo neklasično pročelje Mestnega gledališča (1844) na koncu aleje.
- Arene: Béziers ima dve areni, ena iz rimske dobe, katere strukture in temelji so se ohranili po večjih delih v okrožju Saint-Jacques, druga pa je bila zgrajena leta 1905 v slogu španskih bikoborskih aren, delo  Fernanda Castelbon de Beauxhostesa. Slednja je ena največjih tovrstnih struktur v Franciji (13.100 sedežev). V areni prirejajo koncerte in vsak avgust festival bikoborb (Féria).
- Muzej likovnih umetnosti (Musée des Beaux-Arts), ustanovljen leta 1859, je leta 1934 dobil zapuščino Injalbertove vdove in leta 1975 risbe in umetniško zbirko Jeana Moulina. Med muzejskimi deli so platna slikarjev, kot je Hans Holbein, Sébastien Bourdon, Géricault, Vincent van Gogh, Chaïm Soutine in Henri Goetz.
- Musée Saint-Jacques, nameščen v nekdanji vojašnici, ima zbirke, ki prikazujejo življenje v regiji Béziers (Biterrois).
- Le Pont Vieux, srednjeveški kamnit most čez reko Orb.
- Le Cimetière Vieux (Staro pokopališče), ki je nastalo v 18. stoletju, je pravi muzej na prostem s številnimi grobnicami in umetniškimi deli lokalnih kiparjev, med njimi Jeana Magrouja in Injalberta.
- Kanalski most, Béziers je akvadukt - most, ki nosi prekop Canal du Midi čez reko Orb.
- romanska cerkev sv. Jakoba iz 12. do 15. stoletja, skupaj s katedralo del romarske poti Via Tolosane v Santiago de Compostelo; zgodovinski spomenik,
- romanska bazilika sv. Afrodizija, prvega škofa in mučenca Béziersa; zgodovinski spomenik,

Na tem območju je arheološko najdišče Oppidum d'Ensérune in barje Étang de Montady, izsušeno leta 1247, da bi ustvarili polja in namakalni sistem, ki je viden iz Oppidum d'Ensérune.

## Gospodarstvo
Danes je Béziers glavno središče vinogradništva in vinarstva Languedoca, čeprav je v mestu še vedno veliko brezposelnosti. Mesto ostaja v letu 2020 v »velikih družbenih stiskah in neenakosti redke intenzivnosti«. Socialno-ekonomski kazalniki so zaskrbljujoči: 34-odstotna revščina, 23,4-odstotna brezposelnost po podatkih iz INSEE .

## Pobratena mesta
- Heilbronn, Nemčija, od 1965
- okrožje Anping (Tainan)]], Tajvan
- Chiclana de la Frontera, Španija, od 1993
- Maaloula, Sirija, od 2014[9]
- Stavropol, Rusija, od 1982
- Stockport, Združeno kraljestvo, od 1972

Druge povezave
- Zveza najstarejših evropskih mest

## V popularni kulturi
- romana Kate Mosse Labirint in Zimski duhovi so leposlovna dela, ki črpajo zgodovino Carcassonna, Béziersa in katarov.
- Alan Tunbridge se v svoji pesmi Masakr pri Béziersu spominja katarov.
- Deli mesta, zlasti stolnica, so vidni v filmu Françoisa Truffauta Une belle fille comme moi